# Арзуманян Григорій Агафонович
Арзуманян Григорій Агафонович (22 квітня 1919, село Каварт Еріванської губернії, тепер Вірменія — 28 листопада 1976, місто Єреван, тепер Вірменія) — радянський державний, партійний та політичний діяч, голова Ради міністрів Вірменської РСР у 1972—1976 роках. Член Бюро ЦК КП Вірменії. Член Центральної Ревізійної Комісії КПРС у березні — листопаді 1976 року. Депутат Верховної ради Вірменської РСР. Депутат Верховної ради СРСР 7-го і 9-го скликань.

## Біографія
Народився в родині селянина.
З 1937 по 1941 рік — студент автодорожнього факультету Єреванського політехнічного інституту, за фахом інженер-будівельник мостів і доріг.
З червня 1941 по 1946 рік служив у РСЧА: слухач Ленінградської військово-транспортної академії; представник наркомату оборони СССР на Московсько-Донецькій залізниці з евакуації; помічник військового коменданта пересування військ Закавказького фронту. Служив на Ленінградському, Північно-Кавказькому, Південному, Закавказькому фронтах і в Чорноморській групі військ.
Член ВКП(б) з 1944 року.
З 1946 року — начальник групи, начальник пошукової експедиції Головного дорожнього управління при Раді міністрів Вірменської РСР.
З 1948 по 1952 рік — інструктор транспортного відділу ЦК КП(б) Вірменії.
У 1952—1953 роках — завідувача промислово-транспортного відділу Єреванського окружного комітету КП Вірменії.
З квітня 1953 по 1954 рік — начальник Головного дорожнього управління Вірменської РСР. У 1954 році працював заступником міністра автомобільного транспорту й шосейних доріг Вірменської РСР.
У 1954—1955 роках — 1-й секретар Ленінського районного комітету КП Вірменії.
У 1955—1959 роках — секретар, 2-й секретар Єреванського міського комітету КП Вірменії.
1956 року закінчив заочно Вищу партійну школу при ЦК КПРС.
З 1959 по жовтень 1965 року — інструктор відділу партійних органів ЦК КПРС по союзних республіках у Москві.
14 жовтня 1965 — 23 листопада 1972 року — секретар ЦК КП Вірменії.
21 листопада 1972 — 28 листопада 1976 року — голова Ради міністрів Вірменської РСР.
Помер 28 листопада 1976 року після важкої хвороби в місті Єревані.

## Нагороди
- орден Жовтневої Революції
- орден Трудового Червоного Прапора
- медаль «За оборону Кавказу»
- медалі